# Fuentes de Magaña
Fuentes de Magaña è un comune spagnolo di 61 abitanti situato nella comunità autonoma di Castiglia e León.